# Đảo Tioman
Đảo Tioman (tiếng Mã Lai: Pulau Tioman) là một đơn vị hành chính và một hòn đảo thuộc quận Rompin thuộc bang Pahang, Malaysia. Nó nằm cách 32 km (20 dặm) ngoài khơi bờ biển phía đông của Malaysia bán đảo, có chiều dài 39 km (24 dặm) và rộng 12 km (7,5 dặm). Nó có bảy ngôi làng, lớn nhất và đông dân nhất là Kampung Tekek trên bờ biển phía tây. Hòn đảo có rừng rậm này là nơi dân cư thưa thớt, và được bao quanh bởi nhiều rạn san hô, làm cho nó trở thành một điểm phổ biến cho các môn thể thao dưới nước như lặn có bình khí, lặn với ống thở và lướt sóng. Có rất nhiều khu nghỉ dưỡng và nhà gỗ cho khách du lịch trên đảo, có tình trạng miễn thuế.
Vào những năm 1970, tạp chí TIME đã chọn Tioman là một trong những hòn đảo đẹp nhất thế giới.
Hòn đảo này là một phần của lãnh thổ Pahang, mặc dù về địa lý gần với đại lục Johor hơn là Pahang đại lục, và được tiếp cận thông qua dịch vụ phà từ thị trấn Mersing ven biển Johorean. Trong đảo Tioman có bốn làng: Salang, Tekek, Juara và Air Batang. Các số điện thoại trong Tioman bắt đầu bằng 09-413, 09-419, 09-582, 09-583 và 09-584.

## Lịch sử

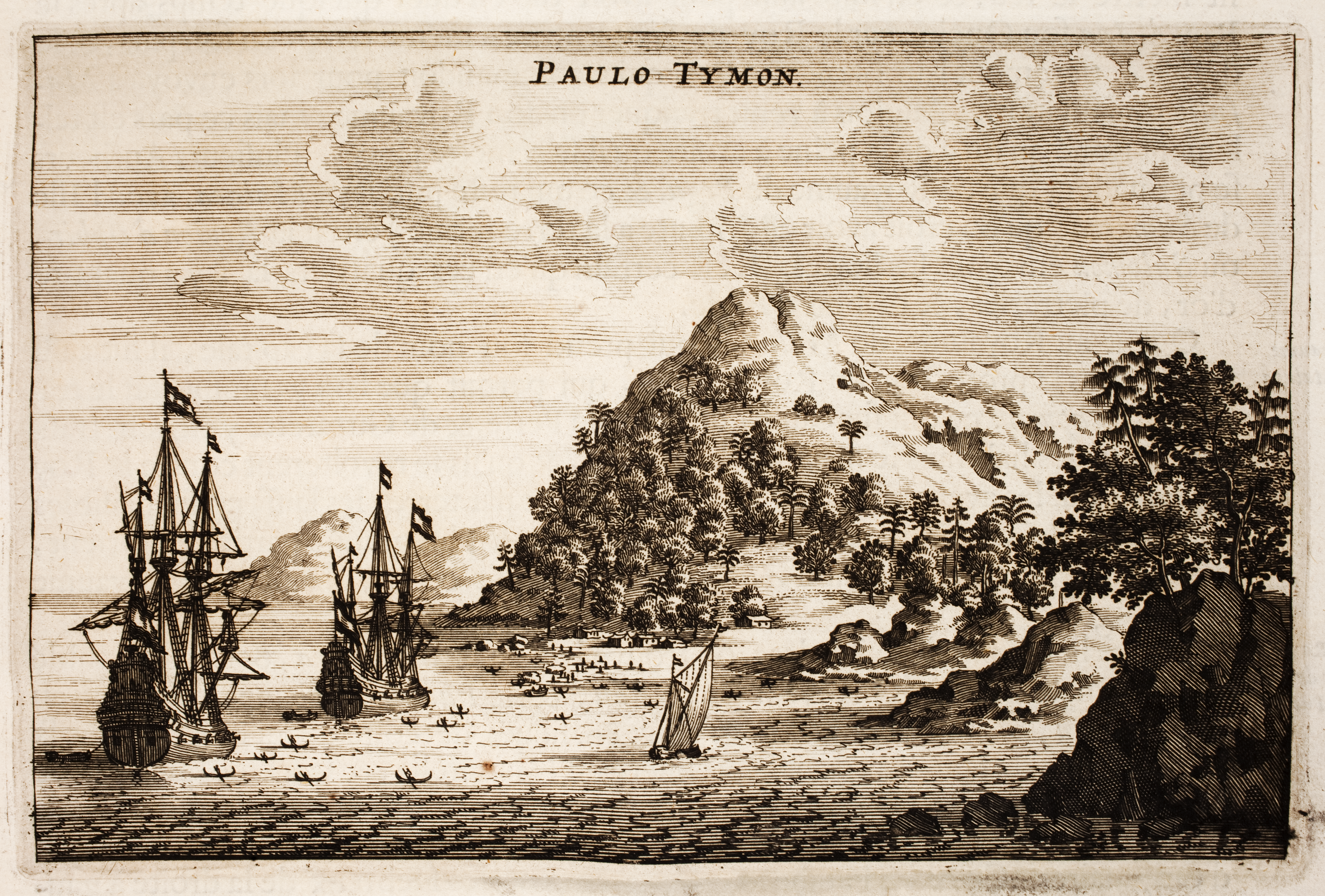
"Paulo Tymon", Nieuhof: Ambassade vers la Chine, 1665

Tioman đã được sử dụng trong hàng ngàn năm bởi ngư dân như một điểm điều hướng quan trọng và là nguồn nước ngọt và gỗ. Trong suốt một ngàn năm qua, nó đã đóng vai trò chủ nhà cho các tàu buôn bán của Trung Quốc, Ả Rập và Châu Âu và thường có thể tìm thấy các mảnh vỡ bằng sứ Trung Quốc trên các bãi biển quanh đảo.
Trong lịch sử hiện đại, Tioman đóng vai là nơi đóng quân cho cả hải quân Anh và Nhật Bản trong chiến tranh thế giới thứ hai, và vùng biển quanh đảo tràn ngập những dấu tích chiến tranh (bao gồm HMS Repulse và HMS Prince of Wales).
Đảo Tioman không cho phép các tòa nhà có nhiều hơn 3 tầng.

## Thiên nhiên
Khu vực biển xung quanh đảo Tioman và tám hòn đảo lân cận khác đã được tuyên bố là công viên hải dương và khu bảo tồn hải dương.
Ngoài sinh vật biển đa dạng, khu vực rừng nhiệt đới nội địa được bảo vệ vào năm 1972 với tên gọi Khu bảo tồn động vật hoang dã Pulau Tioman. Tuy nhiên, một phần lớn của khu bảo tồn ban đầu đã phải hy sinh cho phát triển du lịch và nông nghiệp vào năm 1984; diện tích còn lại là khoảng 8.296 ha (20.500 mẫu Anh). Có một số loài động vật có vú được bảo vệ trên đảo, bao gồm cầy mực, khỉ đuôi dài, Nycticebus, sóc lớn đen, sóc bay khổng lồ đỏ, Họ Cheo cheo, don và cầy vòi hương, từ tổng số 45 loài động vật có vú và 138 loài chim, bao gồm cả cốc biển. Hơn nữa, Tioman có những loài đặc hữu ở bờ biển. Cá trê cạn Tioman Clarias batu có thể được nhìn thấy trên các lối đi trong rừng nhiệt đới. Leptolalax kajangensis chỉ được biết đến từ núi Kajang.
San hô của Tioman đã bị ảnh hưởng bởi một sự kiện tẩy trắng hàng loạt vào năm 2010, theo đó hòn đảo bị mất một phần đáng kể của lớp san hô sống. Điều đó dẫn đến rất nhiều san hô biến thành màu trắng xỉn và một số mảnh thậm chí bị vỡ thành những mảnh xương san hô chết. Sự kiện tẩy trắng năm 2016 chỉ vừa chạm vào rạn san hô của Tioman, và như vậy, san hô vẫn trong tình trạng tốt và khỏe mạnh.

## Chính trị
Đảo Tioman cho mượn tên của mình cho khu vực bầu cử của tiểu bang Tioman, bao gồm hòn đảo và một phần của quận Rompin bao gồm thị trấn Kuala Rompin. Đại diện của nó cho Hội đồng Lập pháp Nhà nước là Mohd. Johari Hussain từ UMNO-Barisan Nasional. Đại diện của nó tại Quốc hội Malaysia là Hasan Ariffin, cũng từ UMNO-Barisan Nasional.

## Tổ chức phi chính phủ
Dự án rùa Juara - tình nguyện bảo tồn rùa biển và môi trường

## Khí hậu
| Dữ liệu khí hậu của Pulau Tioman           | Dữ liệu khí hậu của Pulau Tioman | Dữ liệu khí hậu của Pulau Tioman | Dữ liệu khí hậu của Pulau Tioman | Dữ liệu khí hậu của Pulau Tioman | Dữ liệu khí hậu của Pulau Tioman | Dữ liệu khí hậu của Pulau Tioman | Dữ liệu khí hậu của Pulau Tioman | Dữ liệu khí hậu của Pulau Tioman | Dữ liệu khí hậu của Pulau Tioman | Dữ liệu khí hậu của Pulau Tioman | Dữ liệu khí hậu của Pulau Tioman | Dữ liệu khí hậu của Pulau Tioman | Dữ liệu khí hậu của Pulau Tioman |
| Tháng                                      | 1                                | 2                                | 3                                | 4                                | 5                                | 6                                | 7                                | 8                                | 9                                | 10                               | 11                               | 12                               | Năm                              |
| ------------------------------------------ | -------------------------------- | -------------------------------- | -------------------------------- | -------------------------------- | -------------------------------- | -------------------------------- | -------------------------------- | -------------------------------- | -------------------------------- | -------------------------------- | -------------------------------- | -------------------------------- | -------------------------------- |
| Cao kỉ lục °C (°F)                         | 32.5 (90.5)                      | 33.5 (92.3)                      | 34.8 (94.6)                      | 35.1 (95.2)                      | 36.4 (97.5)                      | 35.0 (95.0)                      | 34.3 (93.7)                      | 34.8 (94.6)                      | 34.3 (93.7)                      | 36.2 (97.2)                      | 34.3 (93.7)                      | 33.2 (91.8)                      | 36.4 (97.5)                      |
| Trung bình ngày tối đa °C (°F)             | 28.4 (83.1)                      | 29.3 (84.7)                      | 30.5 (86.9)                      | 31.7 (89.1)                      | 32.1 (89.8)                      | 31.5 (88.7)                      | 31.1 (88.0)                      | 31.0 (87.8)                      | 31.1 (88.0)                      | 31.2 (88.2)                      | 29.8 (85.6)                      | 28.5 (83.3)                      | 30.5 (86.9)                      |
| Trung bình ngày °C (°F)                    | 25.9 (78.6)                      | 26.4 (79.5)                      | 26.8 (80.2)                      | 26.9 (80.4)                      | 26.7 (80.1)                      | 26.4 (79.5)                      | 26.0 (78.8)                      | 25.9 (78.6)                      | 25.8 (78.4)                      | 25.9 (78.6)                      | 25.7 (78.3)                      | 25.6 (78.1)                      | 26.2 (79.1)                      |
| Tối thiểu trung bình ngày °C (°F)          | 23.7 (74.7)                      | 23.8 (74.8)                      | 23.4 (74.1)                      | 23.1 (73.6)                      | 23.2 (73.8)                      | 23.0 (73.4)                      | 22.6 (72.7)                      | 22.6 (72.7)                      | 22.5 (72.5)                      | 22.7 (72.9)                      | 22.9 (73.2)                      | 23.3 (73.9)                      | 23.1 (73.5)                      |
| Thấp kỉ lục °C (°F)                        | 18.6 (65.5)                      | 18.6 (65.5)                      | 18.9 (66.0)                      | 20.5 (68.9)                      | 20.6 (69.1)                      | 20.5 (68.9)                      | 19.7 (67.5)                      | 19.8 (67.6)                      | 20.0 (68.0)                      | 20.4 (68.7)                      | 20.5 (68.9)                      | 20.4 (68.7)                      | 18.6 (65.5)                      |
| Lượng Giáng thủy trung bình mm (inches)    | 332.1 (13.07)                    | 141.1 (5.56)                     | 140.7 (5.54)                     | 121.5 (4.78)                     | 140.0 (5.51)                     | 144.8 (5.70)                     | 164.5 (6.48)                     | 176.4 (6.94)                     | 169.6 (6.68)                     | 201.4 (7.93)                     | 361.3 (14.22)                    | 625.0 (24.61)                    | 2.718,4 (107.02)                 |
| Số ngày giáng thủy trung bình              | 16                               | 11                               | 11                               | 12                               | 14                               | 14                               | 15                               | 16                               | 15                               | 17                               | 22                               | 23                               | 186                              |
| Độ ẩm tương đối trung bình (%)             | 83                               | 82                               | 83                               | 86                               | 87                               | 87                               | 87                               | 88                               | 88                               | 87                               | 88                               | 87                               | 86                               |
| Nguồn: Malaysian Meteorological Department |                                  |                                  |                                  |                                  |                                  |                                  |                                  |                                  |                                  |                                  |                                  |                                  |                                  |

## Địa điểm du lịch

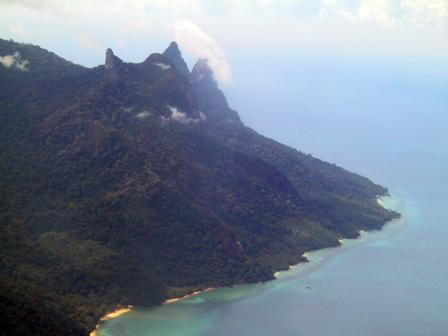
Dãy núi phía nam đảo Tioman

Công viên hải dương học nằm trong khu bảo tàng san hô và cách cầu tàu Tekek 15 phút đi bộ. Đến với công viên; khám phá ngôi làng cổ Salang, đây là ngôi làng cổ vẫn giữ được nét đẹp hoang sơ, nằm ở phía bắc của đảo Tioman. Ngoài bãi biển, ở đây còn có những khu chợ nhỏ, bày bán các vật phẩm lưu niệm đậm chất Malaysia với giá phải chăng.

### Đảo Tioman
- Sân bay Tioman
- Vịnh Panuba
- Salang
- Làng Tekek
- Vịnh Minang - vịnh nhỏ duy nhất của đảo Tioman
- Thác nước Asah
- Bagus Place Retreat - Khu vực thân thiện với môi trường nhất trên đảo Tioman
- Dự án rùa Juara - tổ chức bảo tồn rùa biển và môi trường
- Thành phố vàng - một phần của làng Salang
- Air Batang - còn được gọi là ABC

### Xung quanh Tioman
- Pulo Jehat
- Đảo Tulai
- Ba hòn đảo nhỏ
  - Đảo Sepoi
  - Đảo Labas
  - Đảo Soyak

## Giao thông

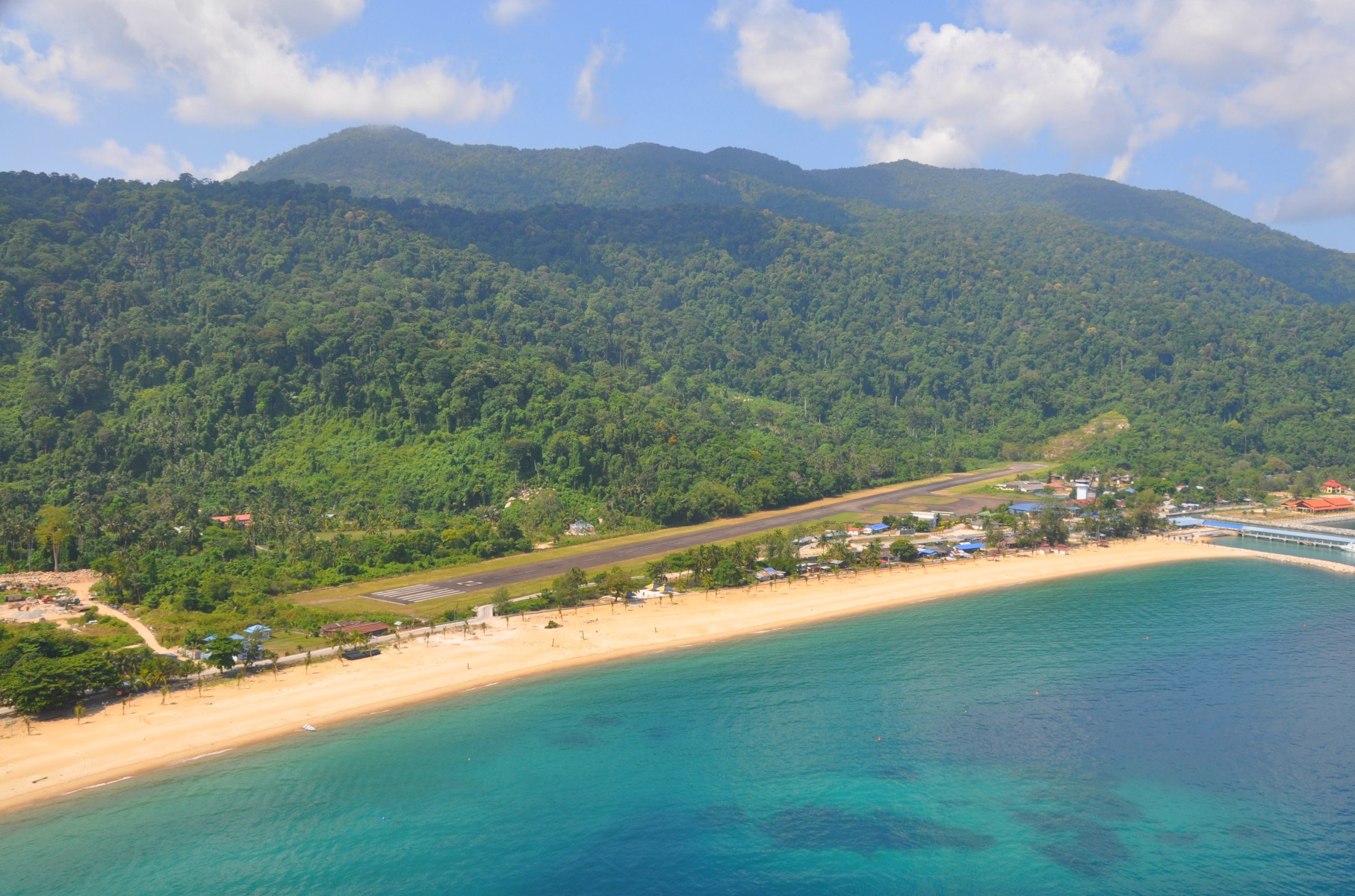
Sân bay Tioman

### Đường hàng không
Hòn đảo có sân bay Tioman với các chuyến bay từ sân bay quốc tế Subang.

### Đường thủy
Hòn đảo được phục vụ bởi phà từ thị trấn Mersing ở lục địa Malaysia.

## Truyền thuyết

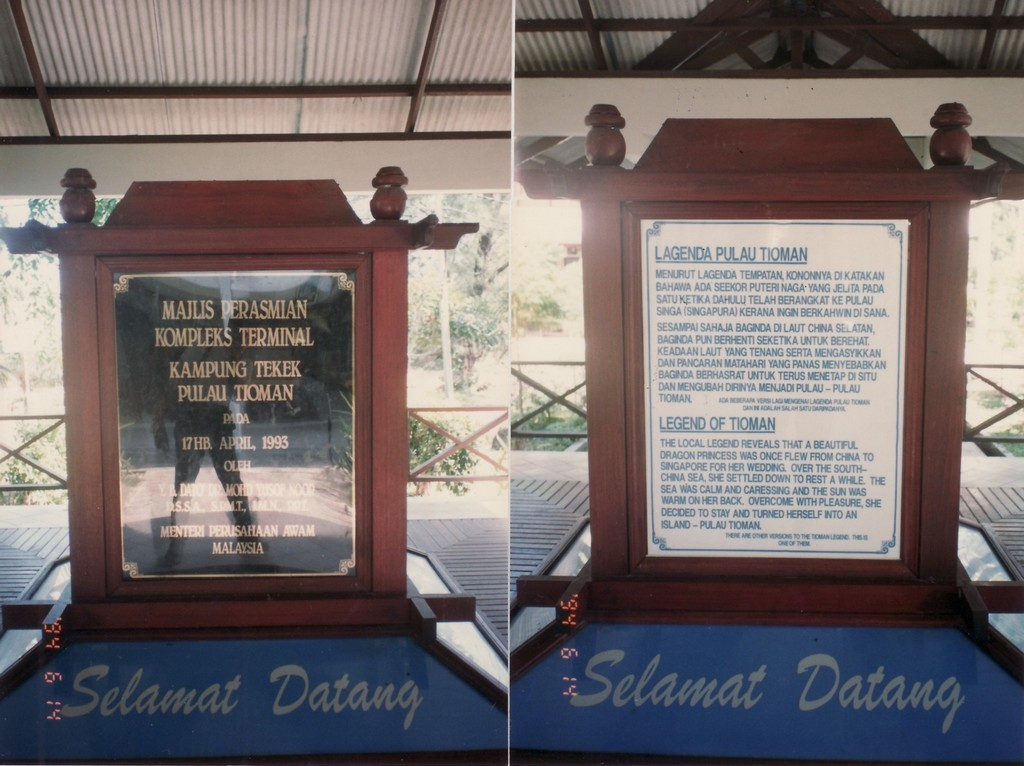
Một hình ảnh của một ngôi mộ gỗ với truyền thuyết của đảo Tioman được viết trên đó.

Theo truyền thuyết, đảo Tioman là nơi an nghỉ của một nàng công chúa rồng xinh đẹp. Trong khi bay đến thăm hoàng tử của mình ở Singapore, cô gái xinh đẹp này đã dừng lại để tìm kiếm sự an ủi trong vùng nước trong như pha lê của Biển Đông. Bị mê hoặc bởi sự quyến rũ của nơi này, cô quyết định dừng hành trình của mình. Bằng hình thức của một hòn đảo, cô cam kết sẽ cung cấp nơi trú ẩn và thoải mái cho khách du lịch đi qua.
Thần thoại địa phương cho rằng hòn đảo là hiện thân của con rồng hùng mạnh Sri Gumom. Con rồng đang trên đường đến thăm em gái Gunung Linga (Đỉnh Lingin) nhưng Sri Rama vĩ đại đã cấm cuộc gặp này và Sri Gumom bị biến thành một hòn đá và rơi xuống biển sâu nơi anh ta vẫn còn, bị đóng băng vĩnh cửu như hòn đảo xinh đẹp này với địa hình đặc biệt của nó.